# Ropsley and Humby
Ropsley and Humby est une paroisse civile du Lincolnshire, en Angleterre.